# Твожиянув
Твожиянув (пол. Tworzyjanów) — село в Польщі, у гміні Марциновиці Свідницького повіту Нижньосілезького воєводства.
Населення — 230 осіб (2011).
У 1975—1998 роках село належало до Валбжиського воєводства.

## Демографія
Демографічна структура станом на 31 березня 2011 року:
|          | Загалом | Допрацездатний вік | Працездатний вік | Постпрацездатний вік |
| -------- | ------- | ------------------ | ---------------- | -------------------- |
| Чоловіки | 109     | 22                 | 79               | 8                    |
| Жінки    | 121     | 26                 | 80               | 15                   |
| Разом    | 230     | 48                 | 159              | 23                   |